# 교통심리학
교통심리학(Traffic psychology)은 심리학적 과정들과 도로 이용자의 행동 간 관계를 연구하는 심리학의 분과이다.
행동은 충돌이 수반되는 상황에서 원인과 차이를 평가하기 위해 충돌 연구와 결부시켜 연구된다.

## 같이 보기
- 로드 레이지
- 회전교차로